# Internationale Cricket-Saison 1886/87
Die internationale Cricket-Saison 1886/87 fand zwischen November 1886 und März 1887 statt. Als Wintersaison wurden vorwiegend Heimspiele der Mannschaften aus Südasien, der Karibik und Ozeanien ausgetragen.

## Überblick

### Internationale Touren
| Beginn          | Heimteam   | Auswärtsteam | Resultate | Artikel |
| Beginn          | Heimteam   | Auswärtsteam | Test      | Artikel |
| --------------- | ---------- | ------------ | --------- | ------- |
| 28. Januar 1887 | Australien | England      | 0–2 [2]   | Artikel |